# Hybosjön
Hybosjön är en sjö i Ljusdals kommun i Hälsingland och ingår i Ljusnans huvudavrinningsområde. Sjön har en area på 1,06 kvadratkilometer och ligger 124 meter över havet. Sjön avvattnas av vattendraget Hyboån.

## Delavrinningsområde
Hybosjön ingår i det delavrinningsområde (685380-151999) som SMHI kallar för Utloppet av Hybosjön. Medelhöjden är 143 meter över havet och ytan är 6,25 kvadratkilometer. Räknas de 5 avrinningsområdena uppströms in blir den ackumulerade arean 58,19 kvadratkilometer. Hyboån som avvattnar avrinningsområdet har biflödesordning 2, vilket innebär att vattnet flödar genom totalt 2 vattendrag innan det når havet efter 110 kilometer. Avrinningsområdet består mestadels av skog (59 procent). Avrinningsområdet har 1,04 kvadratkilometer vattenytor vilket ger det en sjöprocent på 16,7 procent. Bebyggelsen i området täcker en yta av 0,98 kvadratkilometer eller 16 procent av avrinningsområdet.